# Deolinda Rodrigues Francisco de Almeida
Deolinda Rodrigues (tên đầy đủ: Deolinda Rodrigues Francisco de Almeida, biệt danh, Langidila; biệt hiệu, "Mẹ của Cách mạng"; 10 tháng 2 năm 1939 - 2 tháng 3 năm 1967) là một người theo chủ nghĩa dân tộc, nữ anh hùng, dân quân, nhà văn và dịch giả, cũng dạy, viết thơ, và làm việc như một người dẫn chương trình radio người Angola. Sinh ra trong một gia đình Giám Lý, bà nhận được học bổng du học tại Brazil, từ đó bà trao đổi thư từ với Martin Luther King, Jr. Lo ngại bị dẫn độ, bà tiếp tục học ở Hoa Kỳ trước khi trở về Angola. Rodríguez là một thành viên của Phong trào Nhân dân cho Giải phóng Angola (MPLA) và đồng sáng lập nhánh phụ nữ của nó, Tổ chức da Mulher de Angola (Tổ chức Phụ nữ Angola; OMA). Do các hoạt động của bà hỗ trợ phong trào Độc lập Angola ngày càng tăng, bà đã bị bắt, tra tấn và hành quyết. Một bộ phim tài liệu về cuộc đời bà đã được phát hành vào năm 2014.

## Tiểu sử
Rodríguez de Almeida sinh tại Catete vào ngày 10 tháng 2 năm 1939. Cha mẹ Giám Lý của bà là giáo viên, và bà là một đứa trẻ trung niên, với bốn anh chị em khác. Bà chuyển đến Luanda và sống với người em họ của bà, nhà thơ Agostinho Neto, người đã trở thành tổng thống đầu tiên của Angola. Mặc dù được đào tạo trong các trường truyền giáo Methodist và dạy viết và dịch khi còn trẻ, vào cuối những năm 1950, bà đã bắt đầu đặt câu hỏi về thái độ gia trưởng của cả chính phủ lẫn nhà thờ. Năm 1956, Rodríguez gia nhập MPLA với tư cách là một dịch giả. Trong khi là một sinh viên xã hội học có học bổng tại Đại học Methodist ở São Paulo năm 1959, bà trao đổi thư từ với Martin Luther King, Jr. Lo sợ bà sẽ bị dẫn độ từ Brazil vì mối quan hệ Hoàng gia Bồ Đào Nha giữa các thuộc địa và sự ủng hộ của phong trào Độc lập Angola ngày càng tăng, Rodríguez de Almeida chuyển đến Hoa Kỳ vào năm sau và theo học tại Đại học Drew. Bởi vì bà muốn trở thành một người tham gia tích cực trong phong trào độc lập của Angola, Rodríguez đã không hoàn thành việc học và quyết định rời khỏi Hoa Kỳ. Vào tháng 2 năm 1961, bà được tuyển dụng để tham gia vào cuộc tấn công của MPLA vào "Fortalesa", sau đó giành được danh hiệu danh dự "Mẹ của Cách mạng".

## Sách tham khảo
- King, Martin Luther, Jr.; Carson, Clayborne; Holloran, Peter (2005). The Papers of Martin Luther King, Jr: Threshold of a new decade, January 1959 – December 1960. University of California Press. ISBN 978-0-520-24239-5.{{Chú thích sách}}:  Quản lý CS1: nhiều tên: danh sách tác giả (liên kết)
- Kukkuk, Leon (ngày 30 tháng 5 năm 2005). Letters to Gabriella. FLF Press. ISBN 978-1-891855-67-2.
- Moorman, Marissa J. (2008). Intonations: A Social History of Music and Nation in Luanda, Angola, from 1945 to Recent Times. Athens, Ohio: Ohio University Press. ISBN 978-0-8214-4304-0.
- Paredes, Margarida (2010). "Deolinda Rodrigues, da Família Metodista à Família MPLA, o Papel da Cultura na Política". Cadernos de Estudos Africanos (bằng tiếng Bồ Đào Nha). số 20. Instituto Universitário de Lisboa, Lisbon, Portugal: Centro de Estudos Internacionais. doi:10.4000/cea.135. Truy cập ngày 5 tháng 2 năm 2016.
- Sellström, Tor (1999). Sweden and National Liberation in Southern Africa: Formation of a popular opinion (1950–1970). Nordic Africa Institute. ISBN 978-91-7106-430-1.
- Stead, Mike; Rorison, Sean; Scafidi, Oscar (2013). Angola. Bradt Travel Guides. ISBN 978-1-84162-443-3.
- Tripp, Aili Mari (ngày 20 tháng 10 năm 2015). Women and Power in Post-Conflict Africa. Cambridge University Press. ISBN 978-1-107-11557-6.